# Candidiasis
Candidiasis, candidose of candida is een schimmelinfectie (mycose) die veroorzaakt wordt door gistachtige schimmels, voornamelijk Candida albicans. Deze schimmel is bij vrijwel iedereen aanwezig als een normale commensaal, onder andere in de mond, in de darm, op de huid en in de vagina en vormt met bacteriën een zeker evenwicht. Men spreekt echter van candidiasis wanneer de schimmels een overwicht krijgen op de bacteriën en het biologisch evenwicht verstoord wordt, waardoor een opportunistische infectie ontstaat.

## De meest voorkomende vormen van candidiasis

### Mond
Spruw, klachten door Candida albicans in de mond. C. Albicans kan bij veel mensen in het speeksel worden aangetoond, zonder dat het mondslijmvlies aangetast is. In dit geval is er dan ook geen sprake van candidose. Het percentage van mensen waarbij Candida albicans in de mond kan worden aangetoond is 40%. Risicofactoren zijn een (slecht passend) kunstgebit, antibioticagebruik, roken en diabetes. Een andere oorzaak van orale candidiasis is echter het gebruik van hoge doses inhalatiecorticosteroïden, die deels in de mondholte neerslaan en ter plaatse de weerstand van het slijmvlies onderdrukken. Om deze reden wordt bij hoge doseringen van deze inhalatiegeneesmiddelen aanbevolen na het inhaleren de mond te spoelen.
Orale spruw bij volwassen is ongebruikelijk en kan het gevolg zijn van hiv of aids of chemotherapie. Ook malnutritie speelt een rol: het kan een gevolg zijn van een tekort aan vitamine B12 en ijzer.

### Infecties van de geslachtsorganen
In de huisartsenpraktijk ziet men geregeld vaginale candidainfecties, waarbij deze normale commensaal zodanig toeneemt dat er klachten van jeuk, branderigheid, roodheid en een meestal witte, brokkelige afscheiding ontstaan. Dergelijke infecties treden soms zonder duidelijke oorzaak op, maar komen wat vaker voor in de zwangerschap, bij mensen met suikerziekte en na gebruik van breedspectrum-antibiotica, waardoor veel bacteriën sterven en de schimmels kans krijgen te gaan woekeren door het wegvallen van de concurrentie. Mannelijke partners herbergen het organisme dan ook vaak onder de voorhuid, waardoor het soms nodig is beide partners tegelijk te behandelen.
Candidiasis komt in het ziekenhuis ook veelal voor bij patiënten met verminderde weerstand, bijvoorbeeld bij behandeling met antimitotica (bij kanker), behandeling bij transplantatie, hiv/aids, of ook nog bij behandeling met corticosteroïden.

### Candida-infecties van de huid
Deze treden vaak op in vochtige huidplooien, zoals in de liezen, onder de borsten of onder een hangbuik, vaak bij bejaarden met diabetes. Dit is eveneens goed te behandelen met miconazol en goede hygiëne. Bij baby's treedt een candida-infectie soms op in de liezen in combinatie met smetten door luiers.

### Nagels
De schimmelinfectie van de nagel wordt onychomycose genoemd en wordt vrijwel altijd veroorzaakt door andere schimmels, namelijk dermatofyten. Candida-infecties van de nagel bestaan echter wel.

## Natuurlijke weerstand
Het speeksel van de meeste mensen heeft een anti-schimmelwerking. Deze werking komt door histatinen, die in het speeksel aangetoond kunnen worden. Histatinen zijn eiwitten en worden vooral aangetoond in het speeksel van de wangspeekselklier (glandula parotis). Schimmels kunnen in twee vormen voorkomen in de mond, namelijk als gist of als ontkiemende vorm.

## Behandeling
Candidiasis van mond, huidplooien of vagina wordt in de praktijk meestal lokaal behandeld met anti-schimmelmedicijnen zoals miconazol, ciclopirox, terbinafine of nystatine. Als een lokale behandeling niet het gewenste effect heeft (zeer zelden) kan gekozen worden voor een behandeling met tabletten, bijvoorbeeld met fluconazol. Daarnaast is het van belang een goede mondhygiëne na te streven, door bijvoorbeeld spoelmiddelen te gebruiken en een eventueel kunstgebit regelmatig te reinigen.

## Spruw bij baby's
Bij pasgeboren baby's komt een lichte vorm van spruw, meestal in de eerste vier levensweken, zeer vaak voor (tientallen procenten); dit hoeft alleen behandeld te worden als het duidelijk aanleiding tot klachten geeft (pijn, slecht drinken hierdoor). Het candida-organisme is immers een normale commensaal en de baby, die bij de geboorte onvermijdelijk al wordt gekoloniseerd zal er hoe dan ook weerstand tegen moeten ontwikkelen, het is niet mogelijk zich levenslang tegen de gist te beschermen. Huisartsen en kinderartsen zijn daarom zeer terughoudend met het behandelen van spruw bij baby's, zeker als er geen klachten bij voorkomen. Lactatiekundigen en consultatiebureauverpleegkundigen staan in Nederland vaak een wat agressiever beleid voor, omdat zij claimen dat de borstvoeding weleens kan mislukken als moeder bv. tepelkloven krijgt of heeft, waarvoor de candida dan vaak als (mede)schuldige wordt aangewezen. Wetenschappelijk bewijs hiervoor ontbreekt echter.

## Alternatieve zienswijze: systemische candidiasis en candidemie
Systemische candidiasis is volgens de wetenschappelijke geneeskunde een ernstige ziekte die alleen voorkomt bij ernstig immuun-gecompromitteerde mensen. Deze ernstige ziekte leidt tot een verstoring van de werking van het aangedane orgaan of organen, er kan bijvoorbeeld leverfalen ontstaan.
Alternatieve 'behandelaars' wijten echter een breed scala aan gezondheidsklachten en aandoeningen aan "systemische candidiasis". De kinderarts William Crook veronderstelde dat een grote verscheidenheid van symptomen veroorzaakt kan worden door een 'systemische candidiasis'. Hij bedacht ook 'behandelingen' hiervoor, zoals een dieet en klysma's.
Kurt Consback ziet 'systemische candidiasis' als de oorzaak van alle degeneratieve ziekten.
Overigens stellen alternatieve behandelaars de diagnose systemische candidiasis niet door daadwerkelijk Candida aan te tonen in de bloedbaan of in organen. Veelal wordt het beeld slechts 'vermoed', op grond van vage klachten en een breed scala aan aandoeningen of vermeende aandoeningen, zoals astma, PMS, seksueel disfunctioneren, psoriasis, intestinale klachten, plasproblemen, multiple sclerose en spierpijn. Voor een relatie tussen 'systemische candidiasis' en al deze aandoeningen ontbreekt echter ieder bewijs. Ook voor de werkzaamheid van alternatieve therapieën gericht op het behandelen van de vermoede systemische candidiasis bestaat dan ook geen enkel bewijs.
Het gebruik van de term 'systemische candidiasis' binnen de alternatieve behandelwijzen is volgens de geneeskunde ten onrechte.